# Aerospool WT9
Die Aerospool WT-9 Dynamic ist ein einmotoriges zweisitziges 3-achsgesteuertes Ultraleichtflugzeug. Es wurde von Tadeáš Wala konstruiert und wird in Faserverbundbauweise bei der Firma Aerospool in Prievidza in der Slowakei hergestellt.
Die Maschine ist mit Fest- oder Einziehfahrwerk lieferbar und ist für Schleppbetrieb zugelassen. Weiterhin kann zwischen 3-Blatt Fest- und Verstellpropeller gewählt werden. Die Tragflächen wurden in neueren Versionen mit Winglets ausgestattet. Nach Angaben des Konstrukteurs verbesserte diese Maßnahme die aerodynamischen Eigenschaften: Querstabilität (um die Längsachse), weicheres Überziehverhalten und kleinere Querruderkräfte.

## Technische Daten
| Kenngröße                                                                              | Daten UL         | Daten LSA               |
| -------------------------------------------------------------------------------------- | ---------------- | ----------------------- |
| Besatzung                                                                              | 1                | 1                       |
| Passagiere                                                                             | 1                | 1                       |
| Länge                                                                                  | 6,40 m           | 6,40 m                  |
| Spannweite                                                                             | 9,00 m           | 9,00 m                  |
| Höhe                                                                                   | 2,00 m           | 2,00 m                  |
| Flügelfläche                                                                           | 10,3 m²          | 10,3 m²                 |
| Flügelstreckung                                                                        | 7,9              | 7,9                     |
| Kabinenbreite                                                                          | 1,15 m           | 1,15 m                  |
| Leermasse (inkl. Rettungssystem / im Grundstandard/-instrumentierung mit Festfahrwerk) | 279 kg           | 310 kg                  |
| max. Startmasse (Rettungssystem)                                                       | 450 kg + 22,5 kg | 600 kg                  |
| Antrieb                                                                                | ein Rotax 912    | ein Rotax 912 / 914 ULS |
| Steigleistung                                                                          | 7,0 m/s          | 6,5 m/s                 |
| Mindestgeschwindigkeit (472,5 kg/Kl.38°) VSO                                           | 65 km/h          | 80 km/h                 |
| Manövergeschwindigkeit VA                                                              | 160 km/h         | 165 km/h                |
| Höchstgeschwindigkeit (472,5 kg/Kl.0°) VNE                                             | 270 km/h         | 260 km/h                |